# Vanessa: Her Love Story
Vanessa: Her Love Story è un film del 1935 diretto da William K. Howard ispirato al romanzo Vanessa di Hugh Walpole (1933).